# Provincia di Gorizia (1927-1945)
Tra il 1927 e il 1947 la provincia di Gorizia era estesa su un territorio sensibilmente più ampio di quello attuale, visto che comprendeva anche l'alta e media valle dell'Isonzo con i suoi affluenti fino a Gradisca, corrispondendo solo in parte alla vecchia provincia di Gorizia soppressa nel 1923. 
La provincia di Gorizia esistita dal 1927 al 1947 venne infatti ricreata quattro anni dopo la sua precedente soppressione, causata da motivi amministrativi e politici, con confini leggermente differenti, staccandola dalla provincia di Udine. Dopo il 1947 la provincia di Gorizia perse gran parte del suo territorio, che fu ceduto alla Jugoslavia in seguito ai trattati di pace conseguenti alla sconfitta dell'Italia nella seconda guerra mondiale.

## Geografia fisica
La provincia si estendeva per un territorio molto vasto, che comprendeva il bacino dell'Isonzo (tranne per la parte finale del corso del fiume), e quello dei suoi affluenti Idria e Vipacco. A livello orografico abbracciava alcuni tra i principali rilievi delle Alpi Giulie (Tricorno, Canin), ma anche gli altipiani di Tarnova e del Carso, oltre ai rilievi prealpini del Collio.

## Storia

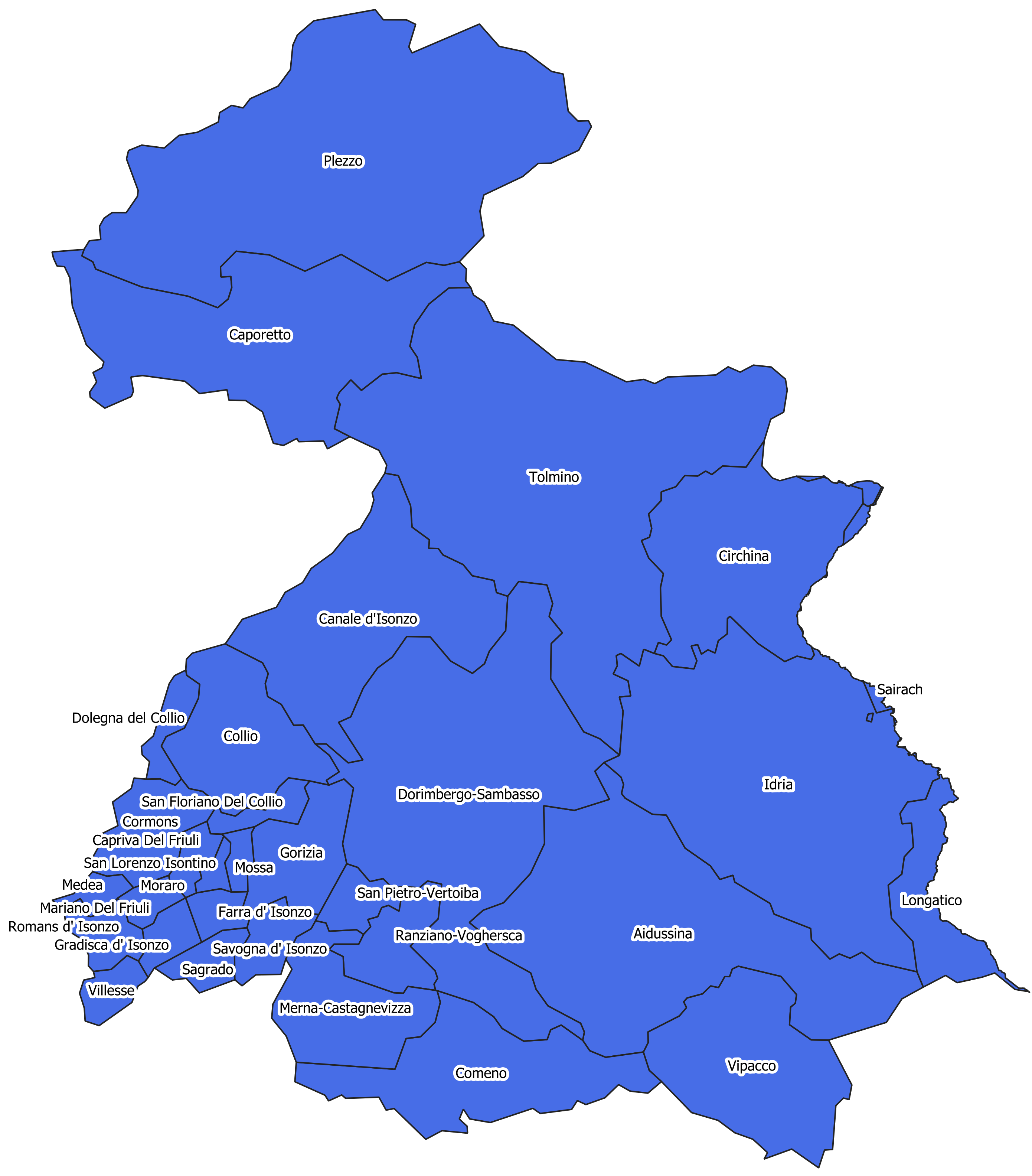
Provincia di Gorizia nel periodo 1927-1945; i confini riportati non corrispondono esattamente a quelli dell'epoca poiché sono state utilizzate le divisioni amministrative attuali.

La provincia era divisa in 42 comuni e nel 1936 aveva una superficie di 2.724,72 km² con una popolazione di 200.152 abitanti e una densità di 77 ab./km². In seguito all'armistizio italiano, venne immediatamente occupata dalla Germania nazista, che già due giorni dopo proclamò l'amministrazione militare, ed entrò a far parte della Zona d'operazioni del Litorale adriatico senza tuttavia perdere la sua specificità. 
L'atto iniziale di smembramento della provincia risale invece al maggio del 1945, quando la porzione orientale fu occupata dalle truppe comuniste jugoslave (ANVOJ) e sottoposta ad un complicato incastro di consigli popolari facenti capo al governo sloveno, il quale cancellò ogni autorità precedente e, in attesa dell'autorizzazione internazionale alla piena annessione, unì queste terre a quelle orientali della provincia di Trieste nel cosiddetto Litorale sloveno. 
La parte occidentale fu invece gestita dall'Amministrazione militare alleata dei territori occupati (AMGOT) in maniera diretta, non quindi attraverso il Comitato di Liberazione Nazionale come nel resto del Nord Italia, bensì tramite un commissario di zona e commissari distrettuali che sostituirono in toto gli organismi comunali.
Con il trattato di pace del 1947 la parte dell'ex provincia occupata dagli alleati subì un'ulteriore riduzione, arrivando nella sua parte settentrionale a retrocedere fino al confine italo-austriaco antecedente la Grande guerra, mentre solo il settore sudoccidentale rimase all'Italia, l'alta e media valle dell'Isonzo venendo annessa dalla Jugoslavia e dalla Slovenia, all'epoca una delle sue sei repubbliche federate.

## Lingue
La popolazione parlava i seguenti idiomi, ascrivibili ai gruppi italo-romanzo (per quanto riguarda la lingua italiana e il veneto nelle sue varianti locali), reto-romanzo (il friulano nelle sue varianti locali) e slavo meridionale (lo sloveno, sia nella forma standardizzata che nelle varianti locali):
- italiano, lingua ufficiale e di cultura;
- friulano, nella sua variante goriziana lingua d'uso a Gorizia insieme all'italiano, al dialetto veneto-goriziano e allo sloveno. Il friulano era anche parlato dalla massima parte della popolazione residente nella parte occidentale e sud-occidentale della provincia;
- dialetti appartenenti al ceppo linguistico veneto, ovvero il già ricordato veneto-goriziano nel capoluogo e il bisiaco in Bisiacaria.
- sloveno, lingua d'uso (a livello colto nella forma standardizzata, dal popolo erano parlati vari dialetti appartenenti al ceppo linguistico sloveno: obirsko, obsoško, šokarsko, tersko, trbonsko, tolminsko, vrtojbensko, vzhodno, zasavsko, ziljsko, zgornje savinjsko) nella maggior parte del territorio provinciale, ossia nelle valli dello Iudrio e in alta e media valle dell'Isonzo fino a Gorizia.

## Comuni
Il Litorale austriaco, poi ribattezzato Venezia Giulia, che fu assegnato all'Italia nel 1920 con il trattato di Rapallo (con ritocchi del suo confine nel 1924 dopo il trattato di Roma) e che fu poi ceduto alla Jugoslavia nel 1947 con i trattati di Parigi
     Aree annesse all'Italia nel 1920 e rimaste italiane anche dopo il 1947
     Aree annesse all'Italia nel 1920, passate al Territorio Libero di Trieste nel 1947 con i trattati di Parigi e assegnate definitivamente all'Italia nel 1975 con il trattato di Osimo
     Aree annesse all'Italia nel 1920, passate al Territorio Libero di Trieste nel 1947 con i trattati di Parigi e assegnate definitivamente alla Jugoslavia nel 1975 con il trattato di Osimo

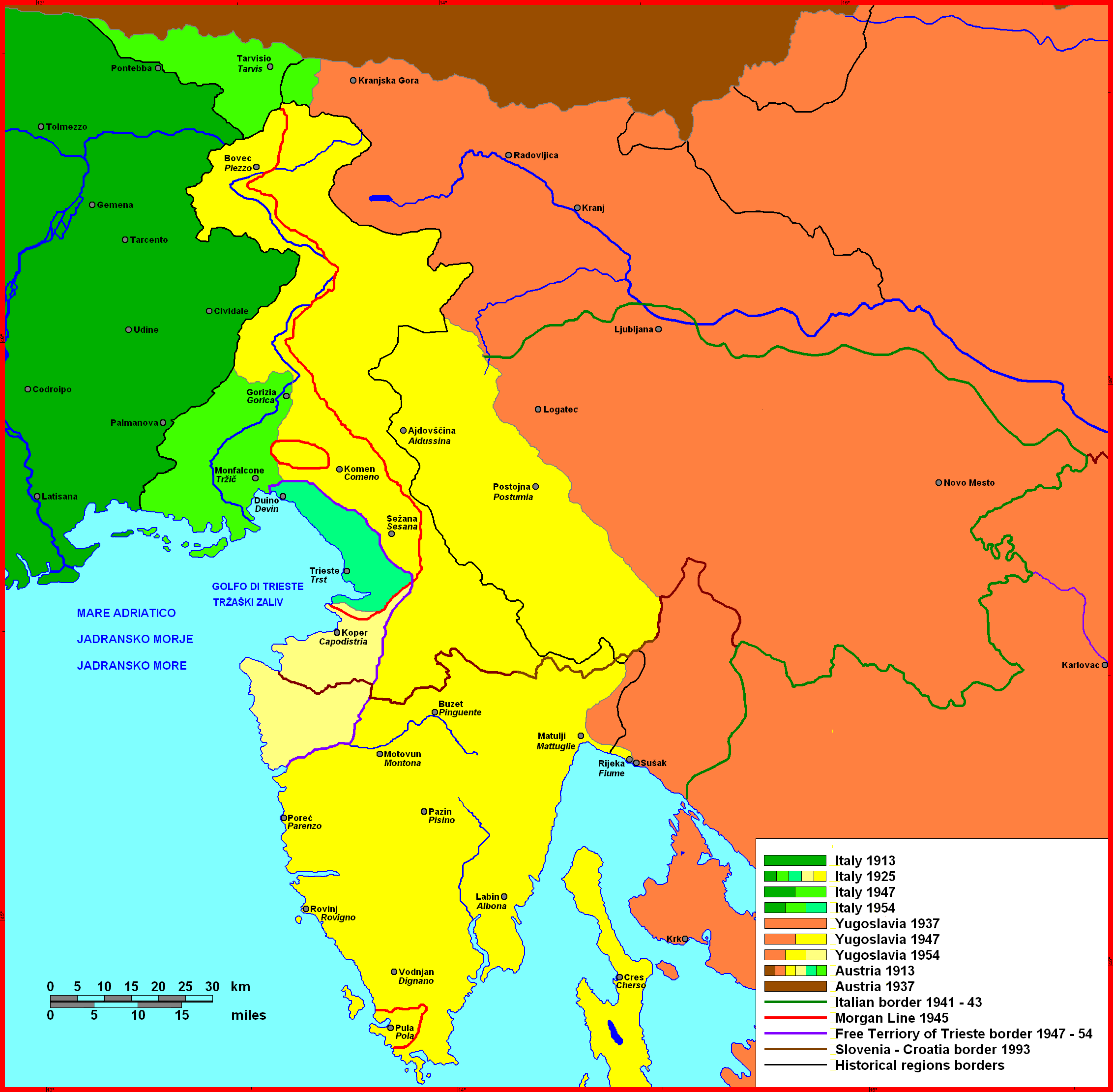
Modifiche al confine orientale italiano dal 1920 al 1975.
Il Litorale austriaco, poi ribattezzato Venezia Giulia, che fu assegnato all'Italia nel 1920 con il trattato di Rapallo (con ritocchi del suo confine nel 1924 dopo il trattato di Roma) e che fu poi ceduto alla Jugoslavia nel 1947 con i trattati di Parigi
Aree annesse all'Italia nel 1920 e rimaste italiane anche dopo il 1947
Aree annesse all'Italia nel 1920, passate al Territorio Libero di Trieste nel 1947 con i trattati di Parigi e assegnate definitivamente all'Italia nel 1975 con il trattato di Osimo
Aree annesse all'Italia nel 1920, passate al Territorio Libero di Trieste nel 1947 con i trattati di Parigi e assegnate definitivamente alla Jugoslavia nel 1975 con il trattato di Osimo

Divisione amministrativa dell'Istria e del Quarnaro dal 1924 al 1947 con segnate la provincia di Trieste (colore verde), la provincia di Gorizia (blu), la provincia di Pola (giallo) e la provincia di Fiume (rosso)

Nel 1947 a seguito del trattato di pace di Parigi rimasero all'Italia 9 comuni su 42; i restanti 33 furono ceduti alla Jugoslavia.
Attualmente sono articolati su 12 comuni sloveni per via di successive aggregazioni. Ai 9 comuni rimasti, si aggiunsero gli 8 comuni della Bisiacaria e il comune di Grado che nel 1947 furono riaggregati alla provincia di Gorizia, di cui avevano fatto parte fino al 1923. Nel corso degli anni cinquanta i comuni passarono dai 18 iniziali a 25 per via della ricostituzione di 7 (degli 86) comuni soppressi nel 1927-1928.
| N. | Nome italiano                 | Nome sloveno        | Codice catastale | Stato attuale   | Comune attuale                                        | Eventi accaduti durante il periodo di appartenenza all'Italia                                                                    |
| -- | ----------------------------- | ------------------- | ---------------- | --------------- | ----------------------------------------------------- | --- |
| -  | Aiba                          | Ajba                | A095             | Slovenia        | Canale d'Isonzo                                       | Comune annesso a Canale d'Isonzo nel 1928                                                                                        |
| 1  | Aidussina                     | Ajdovščina          | A099             | Slovenia        | Aidussina                                             | |
| 2  | Anicova Corada                | Anhovo              | A298 / H718      | Slovenia        | Canale d'Isonzo                                       | Già Anicova prima del fascismo Ridenominato Salona d'Isonzo dopo l'annessione di Descla nel 1928                                 |
| -  | Auzza                         | Avče                | A505             | Slovenia        | Canale d'Isonzo                                       | Comune annesso a Canale d'Isonzo nel 1928                                                                                        |
| -  | Battaglia della Bainsizza     | Bate                | A715             | Slovenia        | Nova Gorica                                           | Già Bate prima del fascismo Comune annesso a Gargaro nel 1928                                                                    |
| 3  | Bergogna                      | Breginj             | A797             | Slovenia        | Caporetto                                             | |
| -  | Biglia                        | Bilje               | A867             | Slovenia        | Merna-Castagnevizza                                   | Comune annesso a Ranziano nel 1928                                                                                               |
| 4  | Bigliana                      | Biljana             | A868 / C099      | Slovenia        | Collio                                                | Ridenominata Castel Dobra dopo l'annessione di Medana nel 1928                                                                   |
| -  | Boriano                       | Brje                | B047             | Slovenia        | Comeno                                                | Già Berie prima del fascismo Comune annesso a Comeno nel 1928                                                                    |
| -  | Brazzano                      | Bračan              | B125             | Italia          | Cormons                                               | Comune annesso a Cormons nel 1928                                                                                                |
| -  | Brestovizza in Valle          | Brestovica          | B163             | Slovenia        | Comeno                                                | Comune annesso a Opacchiasella nel 1928                                                                                          |
| -  | Bretto                        | Log pod Mangartom   | B164             | Slovenia        | Plezzo                                                | Già Loga di Plezzo prima del fascismo Comune annesso a Plezzo nel 1928                                                           |
| -  | Budagne                       | Budanje             | B245             | Slovenia        | Aidussina                                             | Comune annesso a Vipacco nel 1928                                                                                                |
| 5  | Cal di Canale                 | Kal nad Kanalom     | B401             | Slovenia        | Canale d'Isonzo                                       | |
| -  | Camigna                       | Kamnje              | B793             | Slovenia        | Aidussina                                             | Già Camnie prima del fascismo Comune annesso a Cernizza Goriziana nel 1928                                                       |
| 6  | Canale d'Isonzo               | Kanal ob Soči       | B575             | Slovenia        | Canale d'Isonzo                                       | |
| 7  | Caporetto                     | Kobarid             | B673             | Slovenia        | Caporetto                                             | |
| 8  | Capriva di Cormons            | Koprivno            | B712             | Italia          | Capriva del Friuli                                    | Già Capriva prima del fascismo Ridenominato Capriva del Friuli nel 1954                                                          |
| -  | Ceconico                      | Čekovnik            | C416             | Slovenia        | Idria                                                 | Comune annesso a Idria nel 1928                                                                                                  |
| 9  | Cernizza Goriziana            | Črniče              | C519             | Slovenia        | Aidussina                                             | |
| 10 | Chiapovano                    | Čepovan             | C611             | Slovenia        | Nova Gorica Tolmino                                   | |
| 11 | Circhina                      | Cerkno              | C720             | Slovenia        | Circhina                                              | |
| -  | Cobbia                        | Kobjeglava          | C805             | Slovenia        | Comeno                                                | Già Cobilaglava prima del fascismo Comune annesso a San Daniele del Carso nel 1928                                               |
| 12 | Comeno                        | Komen               | C921             | Slovenia        | Comeno                                                | Già Comen prima del fascismo |
| 13 | Cormons                       | Krmin               | D014             | Italia          | Cormons                                               | |
| -  | Corona                        |                     | D031             | Italia          | Mariano del Friuli                                    | Comune annesso a Mariano del Friuli nel 1928                                                                                     |
| -  | Cosbana nel Collio            | Kožbana             | D084             | Slovenia Italia | Collio Dolegna del Collio                             | Già Cosbana prima del fascismo Comune annesso a Dolegna del Collio nel 1928                                                      |
| -  | Creda                         | Kred                | D138             | Slovenia        | Caporetto                                             | Comune annesso a Caporetto nel 1928                                                                                              |
| -  | Descla                        | Deskle              | D282             | Slovenia        | Canale d'Isonzo                                       | Comune annesso a Salona d'Isonzo nel 1928                                                                                        |
| -  | Dole                          | Dole                | D320             | Slovenia        | Idria                                                 | Comune annesso a Idria nel 1928                                                                                                  |
| 14 | Dolegna del Collio            | Dolenje             | D321             | Italia Slovenia | Dolegna del Collio Collio                             | Già Dolegna prima del fascismo                                                                                                   |
| -  | Dol Grande                    | Veliki Dol          | D322             | Slovenia        | Sesana                                                | Già Valgrande prima del fascismo Comune annesso a Comeno nel 1928                                                                |
| -  | Dol Ottelza                   | Dol-Otlica          | D326             | Slovenia        | Aidussina                                             | Già Dol Otliza prima del fascismo Comune annesso a Aidussina nel 1928                                                            |
| -  | Dresenza                      | Drežnica            | D368             | Slovenia        | Caporetto                                             | Comune annesso a Caporetto nel 1928                                                                                              |
| -  | Ersel in Monte                | Erzelj              | D427             | Slovenia        | Vipacco                                               | Comune annesso a Vipacco nel 1928                                                                                                |
| 15 | Farra d'Isonzo                | Fara                | D504             | Italia          | Farra d'Isonzo                                        | Già Farra prima del fascismo |
| -  | Gabria                        | Gabrje              | D837             | Slovenia        | Aidussina                                             | Già Gabria prima del fascismo Comune annesso a San Daniele del Carso nel 1928                                                    |
| -  | Gabrovizza                    | Gabrovica           | D838             | Slovenia        | Comeno                                                | Comune annesso a Comeno nel 1928                                                                                                 |
| 16 | Gargaro                       | Grgar               | D922             | Slovenia        | Nova Gorica                                           | |
| -  | Godovici                      | Godovič             | E073             | Slovenia        | Idria                                                 | Comune annesso a Montenero d'Idria nel 1928                                                                                      |
| -  | Goiaci                        | Gojače              | E042             | Slovenia        | Aidussina                                             | Già Goiaze prima del fascismo Comune annesso a Cernizza Goriziana nel 1928                                                       |
| -  | Goriano                       | Gorjansko           | E095             | Slovenia        | Comeno                                                | Già Goriasco prima del fascismo Comune annesso a Comeno nel 1928                                                                 |
| 17 | Gorizia                       | Gorica              | E098             | Italia Slovenia | Gorizia Nova Gorica                                   | |
| -  | Gozza                         | Goče                | E119             | Slovenia        | Vipacco                                               | Comune annesso a Vipacco nel 1928                                                                                                |
| 18 | Gracova Serravalle            | Grahovo Ob Bači     | E121             | Slovenia        | Tolmino                                               | |
| 19 | Gradisca d'Isonzo             | Gradišče ob Soči    | E124             | Italia          | Gradisca d'Isonzo                                     | Già Gradisca prima del fascismo                                                                                                  |
| -  | Idresca d'Isonzo              | Idrsko              | E277             | Slovenia        | Caporetto                                             | Comune annesso a Caporetto nel 1928                                                                                              |
| 20 | Idria                         | Idrija              | E278             | Slovenia        | Idria                                                 | |
| -  | Idria di Sotto                | Spodnja Idrija      | E279             | Slovenia        | Idria                                                 | Comune annesso a Idria nel 1928                                                                                                  |
| -  | Ledine                        | Ledine              | E508             | Slovenia        | Idria Žiri                                            | Comune staccato da Idria di Sotto, istituito il 31 dicembre 1921 Comune annesso a Idria nel 1928                                 |
| -  | Libussina                     | Libušnje            | E572             | Slovenia        | Caporetto                                             | Comune annesso a Caporetto nel 1928                                                                                              |
| -  | Locavizza di Aidussina        | Lokavec             | E641             | Slovenia        | Aidussina                                             | Comune annesso a Aidussina nel 1928                                                                                              |
| -  | Locavizza di Canale           | Lokovec             | E642             | Slovenia        | Nova Gorica                                           | Comune annesso a Chiapovano nel 1928                                                                                             |
| -  | Lose                          | Lože                | E696             | Slovenia        | Vipacco                                               | Comune annesso a Vipacco nel 1928                                                                                                |
| -  | Lucinico                      | Ločnik              | E720             | Italia          | Gorizia                                               | Comune annesso a Gorizia nel 1927                                                                                                |
| -  | Luico                         | Livek               | E732             | Slovenia        | Caporetto                                             | Comune annesso a Caporetto nel 1928                                                                                              |
| 21 | Mariano del Friuli            |                     | E952             | Italia          | Mariano del Friuli                                    | Già Mariano prima del fascismo                                                                                                   |
| -  | Medana                        | Medana              | F079             | Slovenia Italia | Collio Cormons                                        | Comune annesso a Castel Dobra nel 1928                                                                                           |
| -  | Medea                         |                     | F081             | Italia          | Medea                                                 | Comune annesso a Cormons dal 1928 al 1955                                                                                        |
| 22 | Merna                         | Miren               | F150             | Slovenia Italia | Merna-Castagnevizza Savogna d'Isonzo                  | |
| -  | Monte San Vito                | Šentviška Gora      | F635             | Slovenia        | Tolmino                                               | Già San Vito al Monte prima del fascismo Comune annesso a Santa Lucia d'Isonzo nel 1928                                          |
| -  | Monte Urabice                 | Vrabče              | F652             | Slovenia        | Sesana                                                | Già Vrabice prima del fascismo Comune annesso a San Vito di Vipacco nel 1928                                                     |
| 23 | Montenero d'Idria             | Črni Vrh            | F577             | Slovenia        | Idria Longatico                                       | |
| 24 | Montespino                    | Dornberk            | F649             | Slovenia        | Nova Gorica                                           | Già Dornberg prima del fascismo                                                                                                  |
| -  | Moraro                        | Morar               | F710             | Italia          | Moraro                                                | Comune annesso a Capriva del Friuli dal 1928 al 1955                                                                             |
| -  | Mossa                         | Moš                 | F767             | Italia          | Mossa                                                 | Comune annesso a Capriva del Friuli dal 1928 al 1955                                                                             |
| -  | Oltresonzia                   | Čezsoča             | G053             | Slovenia        | Plezzo                                                | Comune annesso a Plezzo nel 1928                                                                                                 |
| 25 | Opacchiasella                 | Opatje Selo         | G077             | Slovenia Italia | Merna-Castagnevizza Doberdò del Lago Savogna d'Isonzo | |
| -  | Ossecca Vittuglia             | Osek Vitovlje       | G175             | Slovenia        | Nova Gorica                                           | Già Ossech-Vittuglie prima del fascismo Comune annesso a Sambasso nel 1928                                                       |
| -  | Ossegliano San Michele        | Ozeljan             | G176             | Slovenia        | Nova Gorica                                           | Comune annesso a Sambasso nel 1928                                                                                               |
| -  | Paniqua                       | Ponikve             | G310             | Slovenia        | Tolmino                                               | Comune annesso a Santa Lucia d'Isonzo nel 1928                                                                                   |
| -  | Piedimonte del Calvario       | Podgora             | G599             | Italia          | Gorizia                                               | Già Piedimonte prima del fascismo Comune annesso a Gorizia nel 1927                                                              |
| -  | Planina                       | Planina             | G731             | Slovenia        | Aidussina                                             | Comune annesso a Aidussina nel 1928                                                                                              |
| 26 | Plezzo                        | Bovec               | G738             | Slovenia        | Plezzo                                                | |
| -  | Pliscovizza della Madonna     | Pliskovica          | G739             | Slovenia        | Sesana                                                | Comune annesso a Comeno nel 1928                                                                                                 |
| -  | Podicrai del Piro             | Podkraj             | G744             | Slovenia        | Aidussina                                             | Già Pocrai prima del fascismo Comune annesso a Zolla nel 1928                                                                    |
| -  | Podraga                       | Podraga In Vrabče   | G748             | Slovenia        | Vipacco                                               | Comune annesso a San Vito di Vipacco nel 1928                                                                                    |
| -  | Prevacina                     | Prvačina            | H054             | Slovenia        | Nova Gorica                                           | Già Pervacina prima del fascismo Comune annesso a Montespino nel 1928                                                            |
| 27 | Ranziano                      | Renče               | H178             | Slovenia        | Ranziano-Voghersca                                    | |
| 28 | Rifembergo                    | Branik              | H283             | Slovenia        | Nova Gorica                                           | |
| 29 | Romans                        |                     | H513 / H514      | Italia          | Romans d'Isonzo                                       | Ridenominato Romans d'Isonzo dopo l'annessione di Versa e di Villesse nel 1928                                                   |
| -  | Ronzina                       | Ročinj              | H550             | Slovenia        | Canale d'Isonzo                                       | Comune annesso a Canale d'Isonzo nel 1928                                                                                        |
| -  | Sable Grande                  | Velike Žablje       | H653             | Slovenia        | Aidussina                                             | Già Veliche-Zablie prima del fascismo Comune annesso a Santa Croce di Aidussina nel 1928                                         |
| -  | Saga                          | Žaga                | H660             | Slovenia        | Plezzo                                                | Comune annesso a Plezzo nel 1928                                                                                                 |
| 30 | Sagrado                       | Zagraj              | H665             | Italia          | Sagrado                                               | |
| -  | Salcano                       | Solkan              | H692             | Slovenia Italia | Nova Gorica Gorizia                                   | Comune annesso a Gorizia nel 1927                                                                                                |
| -  | Samaria                       | Šmarje              | H737             | Slovenia        | Aidussina                                             | Comune annesso a Rifembergo nel 1928                                                                                             |
| 31 | Sambasso                      | Šempas              | H740             | Slovenia        | Nova Gorica                                           | Già Sempas prima del fascismo |
| 32 | San Daniele del Carso         | Štanjel             | H817             | Slovenia        | Comeno                                                | |
| -  | San Floriano del Collio       | Števerjan           | H845             | Italia Slovenia | San Floriano del Collio Collio                        | Già San Floriano prima del fascismo Comune annesso a San Martino Quisca dal 1927 al 1947 e a Capriva del Friuli dal 1947 al 1951 |
| -  | San Lorenzo di Mossa          | Šlovrenc            | H964             | Italia          | San Lorenzo Isontino                                  | Comune annesso a Capriva del Friuli dal 1928 al 1955 Ridenominato San Lorenzo Isontino nel 1968                                  |
| 33 | San Martino Quisca            | Šmartno Kojsko      | I013             | Slovenia Italia | Collio Capriva del Friuli                             | |
| -  | San Pietro di Gorizia         | Šempeter pri Gorici | I091             | Slovenia Italia | San Pietro-Vertoiba Gorizia                           | Già San Pietro prima del fascismo Comune annesso a Gorizia nel 1927                                                              |
| 34 | San Vito di Vipacco           | Podnanos            | I406             | Slovenia        | Vipacco                                               | |
| 35 | Santa Croce di Aidussina      | Vipavski Križ       | I180             | Slovenia        | Aidussina                                             | |
| 36 | Santa Lucia di Tolmino        | Most Na Soči        | I222             | Slovenia        | Tolmino                                               | Ridenominata Santa Lucia d'Isonzo nel 1935                                                                                       |
| -  | Sant'Andrea di Gorizia        | Štandrež            | I269             | Italia Slovenia | Gorizia Nova Gorica                                   | Già Sant'Andrea prima del fascismo Comune annesso a Gorizia nel 1927                                                             |
| -  | Santo Spirito della Bainsizza | Banjšice            | I355             | Slovenia        | Nova Gorica                                           | Già Bainsizza Santo Spirito prima del fascismo Comune annesso a Gargaro nel 1928                                                 |
| -  | Savogna d'Isonzo              | Savodnje ob Soči    | I479             | Italia          | Savogna d'Isonzo                                      | Già Savogna prima del fascismo Comune annesso a Merna dal 1927 al 1947 e a Sagrado dal 1947 al 1951                              |
| -  | Scherbina                     | Škrbina             | I524             | Slovenia        | Comeno                                                | Comune annesso a Comeno nel 1928                                                                                                 |
| -  | Scrilla                       | Skrilici            | I552             | Slovenia        | Aidussina                                             | Già Scrilie prima del fascismo Comune soppresso e annesso a Santa Croce di Aidussina nel 1928                                    |
| -  | Sebreglie                     | Sebrelje            | I557             | Slovenia        | Circhina                                              | Comune annesso a Circhina nel 1928                                                                                               |
| -  | Sedula                        | Sedlo               | I568             | Slovenia        | Caporetto                                             | Comune annesso a Bergogna nel 1928                                                                                               |
| -  | Sella delle Trincee           | Sela na Krasu       | I584             | Slovenia        | Merna-Castagnevizza                                   | Già Sello prima del fascismo Comune annesso a Opacchiasella nel 1928                                                             |
| -  | Serpenizza                    | Srpenica            | I638             | Slovenia        | Plezzo                                                | Comune annesso a Plezzo nel 1928                                                                                                 |
| -  | Slappe Zorzi                  | Slap                | I768             | Slovenia        | Vipacco                                               | Già Salto di Vipacco prima del fascismo Comune annesso a Vipacco nel 1928                                                        |
| 37 | Sonzia                        | Soča                | I833             | Slovenia        | Plezzo                                                | |
| -  | Sturie delle Fusine           | Šturje              | I989             | Slovenia        | Aidussina                                             | Già Sturia prima del fascismo Comune annesso a Aidussina nel 1928                                                                |
| 38 | Tarnova della Selva           | Trnovo              | L053             | Slovenia        | Nova Gorica                                           | Già Ternova prima del fascismo                                                                                                   |
| 39 | Temenizza                     | Temnica             | L092             | Slovenia        | Merna-Castagnevizza                                   | Già Temnizza prima del fascismo                                                                                                  |
| -  | Ternova d'Isonzo              | Trnovo Ob Soči      | L119             | Slovenia        | Caporetto                                             | Comune annesso a Caporetto nel 1928                                                                                              |
| 40 | Tolmino                       | Tolmin              | L196             | Slovenia        | Tolmino                                               | |
| -  | Trenta d'Isonzo               | Trenta              | L376             | Slovenia        | Plezzo                                                | Comune annesso a Sonzia nel 1928                                                                                                 |
| -  | Tribussa                      | Trebuša             | L417             | Slovenia        | Tolmino                                               | Comune annesso a Chiapovano nel 1928                                                                                             |
| -  | Ustie                         | Ustje               | L520             | Slovenia        | Aidussina                                             | Comune annesso a Aidussina nel 1928                                                                                              |
| -  | Verpogliano                   | Vrhpolje            | L782             | Slovenia        | Vipacco                                               | Comune annesso a Vipacco nel 1928                                                                                                |
| -  | Versa                         |                     | L789             | Italia          | Romans d'Isonzo                                       | Comune annesso a Romans d'Isonzo nel 1928                                                                                        |
| -  | Vertoiba in Campi Santi       | Vrtojba             | L794             | Slovenia Italia | San Pietro-Vertoiba Gorizia                           | Già Vertoiba prima del fascismo Comune annesso a Gorizia nel 1928                                                                |
| -  | Vertovino                     | Vrtovin             | L796             | Slovenia        | Aidussina                                             | Comune annesso a Cernizza Goriziana nel 1928                                                                                     |
| -  | Ville Montevecchio            | Vogrsko             | M038             | Slovenia        | Ranziano-Voghersca                                    | Già Voghersca prima del fascismo Comune annesso a Montespino nel 1928                                                            |
| -  | Villesse                      |                     | M043             | Italia          | Villesse                                              | Comune annesso a Romans d'Isonzo dal 1928 al 1954                                                                                |
| 41 | Vipacco                       | Vipava              | M066             | Slovenia        | Vipacco                                               | |
| -  | Voissizza di Comeno           | Vojščica            | M112             | Slovenia        | Merna-Castagnevizza                                   | Già Voischizza prima del fascismo Comune annesso a Temenizza nel 1928                                                            |
| -  | Volzana                       | Volče               | M134             | Slovenia        | Tolmino                                               | Comune annesso a Tolmino nel 1928                                                                                                |
| -  | Voschia                       | Vojsko              | M135             | Slovenia        | Idria                                                 | Comune annesso a Idria nel 1928                                                                                                  |
| 42 | Zolla                         | Col                 | M186             | Slovenia        | Aidussina                                             | |

## Infrastrutture

### Strade
La provincia era percorsa dalle seguenti strade statali:
- strada statale 54 del Friuli;
- strada statale 55 dell'Isonzo e raccordo;
- strada statale 56 di Gorizia;
- strada statale 57 del Vipacco e dell'Idria e variante.

### Linee ferroviarie
- ferrovia Jesenice-Trieste
- ferrovia Gorizia-Aidussina
- ferrovia Cividale-Caporetto, chiusa nel 1932